# Revolver hollandais modèle 1873
 (février 2010).
Si vous disposez d'ouvrages ou d'articles de référence ou si vous connaissez des sites web de qualité traitant du thème abordé ici, merci de compléter l'article en donnant les références utiles à sa vérifiabilité et en les liant à la section « Notes et références ».
 (juillet 2014).
Le Revolver hollandais modèle 1873 fut réglementaire dans les forces armées néerlandaises de 1873 à 1945 environ. Fonctionnant en double action avec un barillet non basculant, il connut trois versions :
- le 1873 Oud Model ou ancien modèle. Canon de forme octogonale
  - Encombrement (longueur/masse) : 28 cm/1,3 kg
  - Barillet : 6 cartouches de 9,4 mm

- le 1873 Nieuw Model ou nouveau Modèle. Version légèrement allégée muni d'un canon de forme ronde
  - Encombrement (longueur/masse) : 28 cm/1,2 kg
  - Barillet : 6 cartouches de 9,4 mm

- le 1873 Klein Model ou petit modèle. En usage dans la Maréchaussee. Canon octogonal :
  - Encombrement (longueur/masse) : 23 cm/0,9 kg
  - Barillet : 5 cartouches de 9,4 mm

## Sources francophones
- J.HUON, Un siècle d'armement mondial, Crépin-Leblond, 1976-1981, 4 tomes.

- AWF Taylerson, Le Revolver 1889-1914, Bibliothèque des arts, 1972.